# Mauvezin, Haute-Garonne
Mauvezin (occitanska: Mauvesin) är en kommun i departementet Haute-Garonne i regionen Occitanien i södra Frankrike. Kommunen ligger i kantonen L'Isle-en-Dodon som tillhör arrondissementet Saint-Gaudens. År 2022 hade Mauvezin 85 invånare.

## Befolkningsutveckling
Antalet invånare i kommunen Mauvezin
Referens:INSEE